# Donda eurychlora
Donda eurychlora là một loài bướm đêm trong họ Noctuidae.

## Hình ảnh

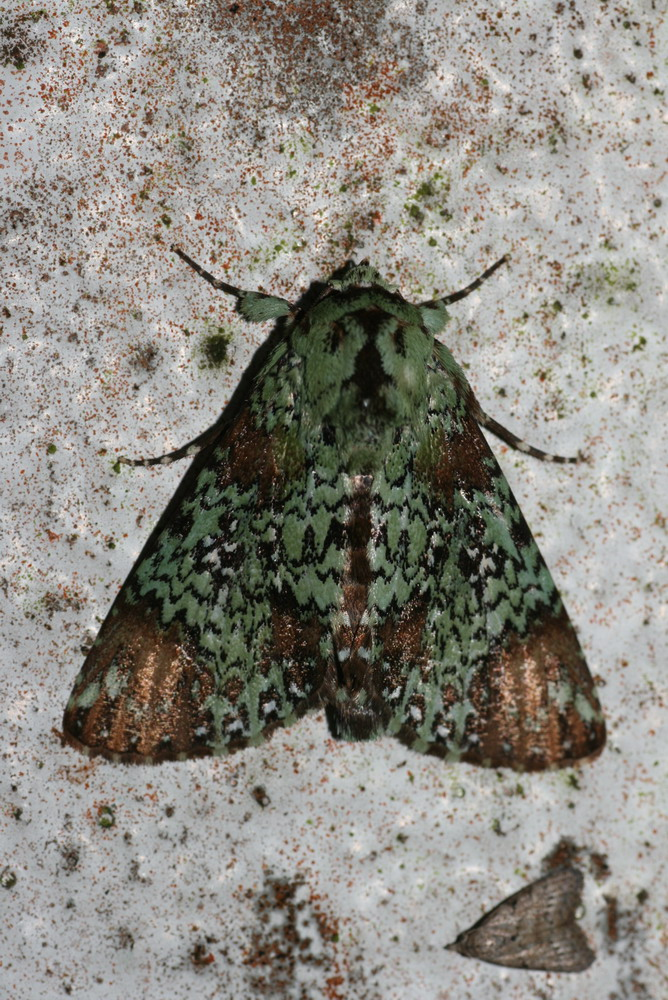